# Автоматизированная видеостудия
Автоматизи́рованная видеосту́дия (автоматизи́рованная сту́дия видеоза́писи)  — программно-аппаратный комплекс для съёмки видео, управляемый с помощью собственного программного обеспечения (ПО).
Некоторые функции студии (старт/остановка съёмки, управление освещением и камерой и другие) выполняются автоматически под управлением специализированного программного обеспечения и практически не требуют участия человека.
Первые автоматизированные видеостудии сильно отличались от современных аналогов. Управление записью видео в них осуществлялось механическим способом: спикер или его помощник нажимал ногой на специальную педаль, в результате чего запускался или останавливался процесс видеосъёмки. С развитием технологий видеопроизводства на рынке появились современные автоматизированные видеостудии с программным обеспечением.
Современная автоматизированная видеостудия представляет собой комплекс оборудования для видеосъемки и программного обеспечения, которое объединяет все элементы студии и обеспечивает простое управление ими. Управление в контексте автоматизированной видеостудии означает способность не только запускать и останавливать видеозапись, но также иметь полный контроль над различными аспектами производства видео: управление светом, фонами, контентом и монтажом. Технология автоматизированной видеостудии является запатентованной и используется для проведения и записи мультимедийных презентаций.
Такая студия не требует постоянной настройки или надзора специалиста, пользователь может начать съёмку видео самостоятельно. Автоматизация функций студии значительно сокращает временные затраты на видеосъёмку.
Во время записи спикер взаимодействует с интерактивными элементами: рисунками, видео- и GIF-файлами, графиками и 3D-объектами через сенсорную доску. Взаимодействие осуществляется через сенсорные экраны и сенсорную прозрачную доску Lightboard, считывается датчиками и накладывается на видео во время съёмки, тем самым пропадает необходимость дополнительного постмонтажа, производство видео значительно ускоряется и отпадает необходимость задействования отдельного специалиста, что сокращает расходы на видеопроизводство.

## Использование автоматизированных видеостудий
Контент, снятый в автоматизированных видеостудиях, обычно используется в образовательном процессе: в школах, университетах и в корпоративном обучении. Чаще всего в автоматизированных видеостудиях снимают:
1. Видеокурсы;
2. Серии лекций;
3. Контент для видеохостингов;
4. Вебинары и прямые трансляции.

На рынке представлено несколько моделей автоматизированных видеостудий от разных компаний.

## Модели автоматизированных видеостудий
1. Автоматизированная видеостудия без световой доски. Это самая простая модель автоматизированных видеостудий. В ее оснащение входит всё необходимое профессиональное оборудование, программное обеспечение, отвечающее за автоматизацию процесса видеосъёмки.  Такие видеостудии ориентированы в первую очередь на съемку интервью, разговорных видео, подкастов. Видеоконтент, снятый в таких студиях, обычно требует дополнительного монтажа для наложения презентаций, спецэффектов и склейки дублей. Съемочный процесс может контролироваться одним человеком за счет интеграции всего оборудования и программного обеспечения. При необходимости демонстрации презентаций или иных дополнительных материалов, спикер может выводить их на дополнительный экран, размещенный в кадре.
2. Автоматизированная видеостудия со световой доской. Видеостудии со световой доской позволяют снимать обучающие и иные видеоролики, где необходима демонстрация презентаций, видео или иных дополнительных объектов. Спикер может рисовать и писать на световой доске цветными маркерами. За счет наличия световой доски, презентация может выводиться на экран за спикером и световой доской и попадать в кадр или отображаться непосредственно рядом со спикером. Световые доски очень удобны для демонстрации формул, графиков или взаимодействия с объектами презентации. Однако они показали свою неэффективность при видеозаписи учебных материалов с большим количеством тем, когда спикер затрачивает большое количество времени на тщательное стирание своих предыдущих записей с доски перед переходом к новой теме.
3. Автоматизированная видеостудия с интерактивной световой доской. Интерактивная световая доска дает возможность спикеру взаимодействовать с объектами презентации, передвигать их, увеличивать или уменьшать. Кроме того докладчик, как и при взаимодействии с обычной световой доской, может рисовать или писать на доске пальцем, прозрачным маркером или любым другим удобным ему предметом.
4. Автоматизированная видеостудия с хромакеем. В подобных видеостудиях спикер может не ограничиваться базовым фоном, а также может установить любое изображение, анимацию, видео или собственную презентацию в качестве заднего плана. Смена заднего фона может осуществляться как ассистентом спикера на рабочем мониторе, так и самим спикером при помощи пульта управления.

## Процесс съёмки в автоматизированной видеостудии
1. Пользователь включает видеостудию нажатием одной кнопкой (включается освещение, камера, телесуфлёр, звуковое оборудование);
2. Прикрепляет петличный микрофон на одежду;
3. Выбирает необходимый фон — темный, светлый или хромакей, менять фон можно через панель управления или с помощью пульта;
4. Включает запись видео на панели управления и записывает необходимый контент;
5. По завершении записи автоматически начинается рендер видеофайла в формате .mp4, пользователь может сохранить его в облачное хранилище, загрузить на видеохостинг или перенести на внешний накопитель;
6. Пользователь выключает студию нажатием одной кнопки на панели управления.

Благодаря оптимизированному процессу съёмки, заметно сокращаются временные затраты и бюджет на съёмку видео. Видеоролик, длиной в 20 минут, в такой студии можно снять за 8 часов, тогда как в обычной студии на съёмку такого же ролика уйдёт 20 часов.
Первые автоматизированные видеостудии сильно отличались от современных аналогов. Управление записью видео в них осуществлялось механическим способом: спикер или его помощник нажимал ногой на специальную педаль, в результате чего запускался или останавливался процесс видеосъёмки.

## Конструкция
В таких студиях обычно используются:
- видеокамеры;

- мониторы;

- освещение;

- конструкция для смены заднего фона или хромакея;

- проектор;

- телесуфлёр.

Помимо оборудования для видеосъёмок, в автоматизированной видеостудии используются технологии для объединения всех элементов студии и управления ими с центрального сервера, который также является её частью.
После установки оборудования в помещении, видеостудия настраивается специалистами, которые могут в любой момент удаленно подключиться и произвести настройку изображения, освещения и звука.

## Интерактивная доска
В наиболее современных автоматизированных видеостудиях используется стеклянная прозрачная доска, которая расположена между спикером и видеокамерой. Все касания доски считываются датчиками, оцифровываются и накладываются на видео, создавая эффект интерактивности. Интерактивная доска считывает любые касания, будь то маркер или рука.
Доска также связана с остальными элементами программным обеспечением. С его помощью участник съёмки может создавать и управлять отдельными элементами своего видео. Нажав на экран тремя пальцами во время съёмки, вызывается «панель инструментов», где доступны основные функции ПО:
- «Запись» — запуск и остановка записи;

- «Маркер» — выделение текста;

- «Карандаш» — создание надписей и рисунков от руки;

- «Ластик»  — ручное стирание нарисованных и созданных элементов;

- «Корзина» — удаление выбранных элементов;

- «Курсор» — передвижение, скрытие, показ, увеличение и уменьшение объектов, нажатие на кнопки;

- «Превращение надписи в картинку» — выбранный рисунок или надпись сохраняется в формате картинки (.jpeg).

## Программное обеспечение
Программное обеспечение для автоматизированных видеостудий упрощает процесс съёмки и объединяет все её элементы, позволяя участнику съёмок самостоятельно управлять процессом, не привлекая к нему специалиста. Человек сам может запускать и останавливать съёмки и пользоваться интерактивной доской, если студия ей оборудована.
ПО также позволяет самостоятельно создавать интерактивные презентации, которые используются во время записи. В редакторе презентаций есть возможность создавать слайды для презентации с присвоением объектам интерактивных свойств и анимаций.
Обычно связи между ПО и элементами студии настраиваются посредством «умных розеток». Включение проектора, телесуфлёра и другого оборудование управляется посредством протокола RS-232.
ПО разрабатывается создателями самих видеостудий.